# Inkrementenrad
Ein Inkrementenrad oder Inkrementrad ist ein in Kraftfahrzeugen mit Verbrennungsmotor verbautes ferromagnetisches Rad, das eine Teilung in Form von Zähnen, Löchern oder Magnetisierungen aufweist. Es bildet mit einem induktiven oder einem auf dem Halleffekt beruhenden Sensor einen Inkrementalgeber.
Als Inkrementrad kann zum Beispiel auch das Schwungrad mit seinen für das Anlasser-Ritzel vorgesehenen Zähnen dienen. Auch das Polrad für die Antiblockiersystem-Sensoren wird so genannt.
Sind Lücken im Zahnkranz vorhanden, kann nicht nur ein Drehzahlsignal erzeugt werden, sondern es liegt eine Winkelreferenz vor – es kann eine bestimmte, absolute Zahnrad- bzw. Kurbelwellenposition ermittelt werden. Unterschiedlich große Lücken führen zu einem geänderten Spannungsverlauf an der abtastenden Spule beziehungsweise liefern ein unterbrochenes Rechtecksignal.
Bei Fahrzeugen mit On-Board-Diagnose-System wird ein auf der Kurbelwelle sitzendes Inkrementenrad neben der Bestimmung des Zünd- bzw. Einspritzzeitpunktes auch dafür benutzt, abgasrelevante Fehlfunktionen wie zum Beispiel Zündaussetzer festzustellen, indem gleichzeitig die Kreisbeschleunigung gemessen wird. Da beim Viertaktmotor ein Zylinder nur bei jeder zweiten Umdrehung zündet, kann nur mit einem zusätzlichen, ähnlich arbeitenden Nockenwellen-Sensor festgestellt werden, an welchem der Zylinder die Zündaussetzer auftreten. Ist die Zündaussetzerrate so groß, dass sie den Katalysator gefährden könnte, wird vom Steuergerät die Motorkontrollleuchte blinkend angesteuert, außerdem wird (wenn technisch möglich) die Kraftstoffzufuhr am entsprechenden Zylinder abgeschaltet.